# Mýtikas (ort i Grekland, Västra Grekland)
Mýtikas (Mytikas) är en ort i Grekland.   Den ligger i prefekturen Nomós Aitolías kai Akarnanías och regionen Västra Grekland, i den centrala delen av landet, 250 km väster om huvudstaden Aten. Mýtikas ligger 2 meter över havet och antalet invånare är 759.
Terrängen runt Mýtikas är kuperad åt sydväst, men åt nordost är den bergig. Havet är nära Mýtikas söderut.  Närmaste större samhälle är Pálairos, 13,8 km norr om Mýtikas. 